# Amphiesma modestum
Amphiesma modestum este o specie de șerpi din genul Amphiesma, familia Colubridae, descrisă de Günther 1875. A fost clasificată de IUCN ca specie cu risc scăzut. Conform Catalogue of Life specia Amphiesma modestum nu are subspecii cunoscute.